# Єкабс Редліхс
Єкабс Редліхс (латис. Jēkabs Rēdlihs; 29 березня 1982, м. Рига, СРСР) — латвійський хокеїст, захисник. Виступає за «Динамо» (Рига) у Континентальній хокейній лізі.

## Спортивна кар'єра
Виступав за «Металургс» (Лієпая), «Ессаміка» (Огре), Бостонський університет (NCAA), «Сірак'юс Кранч» (АХЛ), ХК «Рига 2000», «Пльзень», «Динамо» (Рига), «Динамо-Юніорс» (Рига).
У складі національної збірної Латвії учасник чемпіонатів світу 2008, 2010 і 2011 (16 матчів, 1+2). У складі молодіжної збірної Латвії учасник чемпіонату світу 2002 (дивізіон II). У складі юніорської збірної Латвії учасник чемпіонату світу 1999 (дивізіон I) і 2000 (група B).
Брати: Мікеліс Редліхс і Кріш'яніс Редліхс.